# Higashiyama

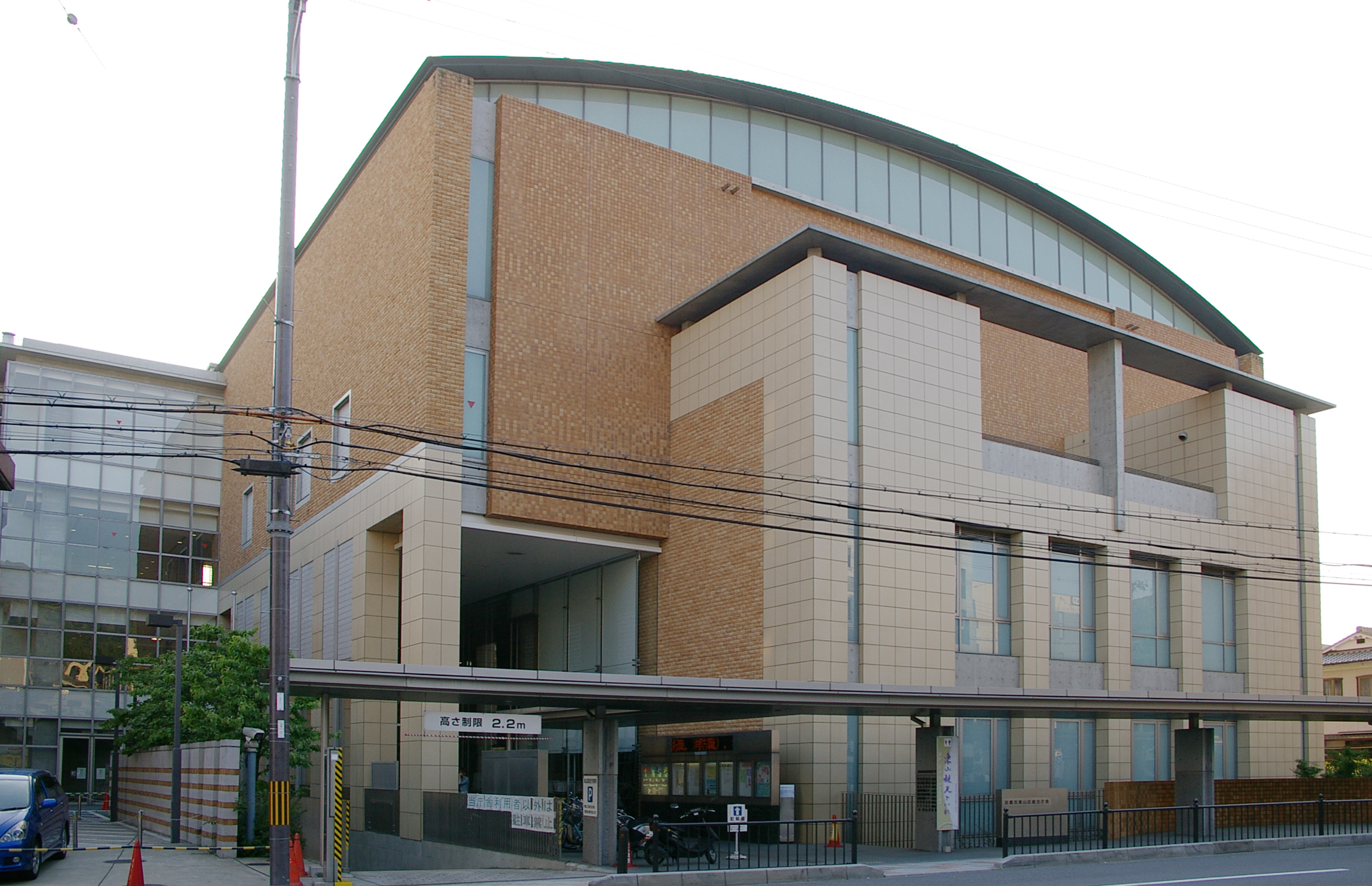
Ajuntament de districte

Higashiyama (東山区, Higashiyama-ku) és un dels onze districtes de la ciutat de Kyoto, a la prefectura del mateix nom, al Japó. Al districte es troben zones i monuments de gran rellevància com el barri de Gion i el santuari de Yasaka o el temple Kyomizu. Higashiyama és el districte de Kyoto amb menys població.

## Geografia
Ubicat entre el riu Kamo i la serralada de Higashiyama, el districte de Higashiyama està limitat aproximadament pel carrer Sanjō al nord i pel carrer Jūjō. Històricament, el terme del districte estaria fóra de l'antiga ciutat imperial de Kyoto. La zona occidental del districte consisteix essencialment en barris residencials, mentres que la zona oriental esta dominada pel terreny boscós. A la zona nord del districte, entre el riu Kamo i el carrer Higashi-ôji existeix un barri comercial, mentres que el sud del districte és una zona semi-industrial.

### Barris
- Yūsai (有済)
- Awata (粟田)
- Yasaka (弥栄)
- Shinmichi (新道)
- Rokuhara (六原)
- Kiyomizu (清水)
- Teikyō (貞教)
- Shūdō (修道)
- Ikkyō (一橋)
- Tsukinowa (月輪)
- Imagumano (今熊野)

## Història
El districte de Higashiyama fou creat l'any 1929 fruit d'una escissió del districte de Shimogyō. Des de l'any 1931 fins al 1976, l'àrea de Higashiyama també comprenia el terme de l'actual districte de Yamashina, el qual era un municipi independent fins a la seua integració a la ciutat de Kyoto el 1931. El nom del districte es pot traduir al català com a "muntanya de l'est", donant bon compte de la seua situació geogràfica.
Degut a les restriccions en matèria de desenvolupament urbà i noves construccions, la població del districte va disminuint constantment. Higashiyama és el districte amb menys població de tot Kyoto i té una quantitat desproporcionada de població envellida.

## Demografia
| 1920   | 1930   | 1940   | 1950   | 1960 | 1970 | 1980   |
| ------ | ------ | ------ | ------ | ---- | ---- | ------ |
| n/a    | n/a    | n/a    | n/a    | n/a  | n/a  | 62.077 |
| 1990   | 2000   | 2010   | 2020   | 2030 | 2040 | 2050   |
| 51.171 | 44.813 | 40.528 | 36.105 | -    | -    | -      |

## Transport

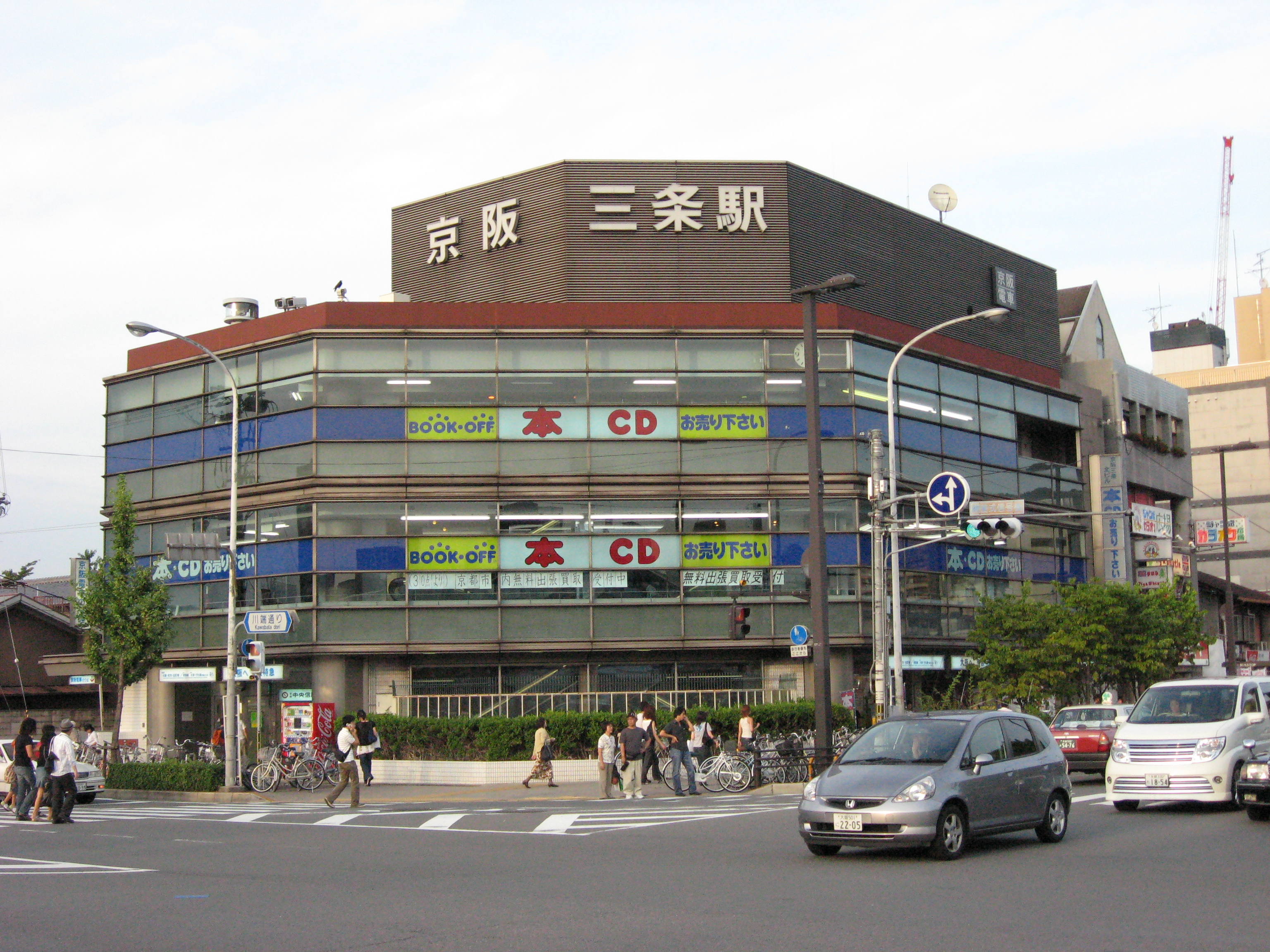
Estació de Keihan Sanjô

### Ferrocarril
- Ferrocarril Elèctric Keihan
  - Sanjō - Gion-Shijō - Kiyomizu-Gojō - Shichijō - Tōfukuji - Toba-kaidō
- Companyia de Ferrocarrils del Japó Occidental (JR West)
  - Tōfukuji
- Metro de Kyoto
  - Sanjō Keihan - Higashiyama - Keage